# 红前胡
红前胡（学名：Peucedanum rubricaule）为伞形科前胡属的植物，为中国的特有植物。分布于中国大陆的云南省、四川省等地，生长于海拔2,000米至3,000米的地区，多生长在草丛、山坡岩石边和矮灌丛中，目前已由人工引种栽培。